# Pieskowa Skała
Pieskowa Skała es un acantilado de piedra caliza conocido por el castillo renacentista ubicado en su cima. Pieskowa Skała se encuentra dentro del Parque nacional Ojców al sur de Polonia, perteneciente al voivodato de Pequeña Polonia. Es un popular destino turístico, situado a 18,58 kilómetros al noroeste de Cracovia. Su nombre, traducido del polaco antiguo, significa La Roca del Perro Pequeño, y fue citado por primera vez en 1315 por el rey Vladislao I de Polonia.

## Historia
Pieskowa Skała fue mencionada por primera vez en 1315, citada como un castillo de piedra financiado por el rey Casimiro el Grande bajo el nombre de "Castrum Peskenstein". Expandido en el siglo XV, en los próximos siglos se convertiría en una majestuosa residencia renacentista, mejorando su defensa mediante la creación de nuevas murallas de estilo italiano a partir del siglo XVII. Durante mucho tiempo perteneció a la poderosa familia Szafraniec. Desde 1966 empezó a funcionar como museo.

## Galería

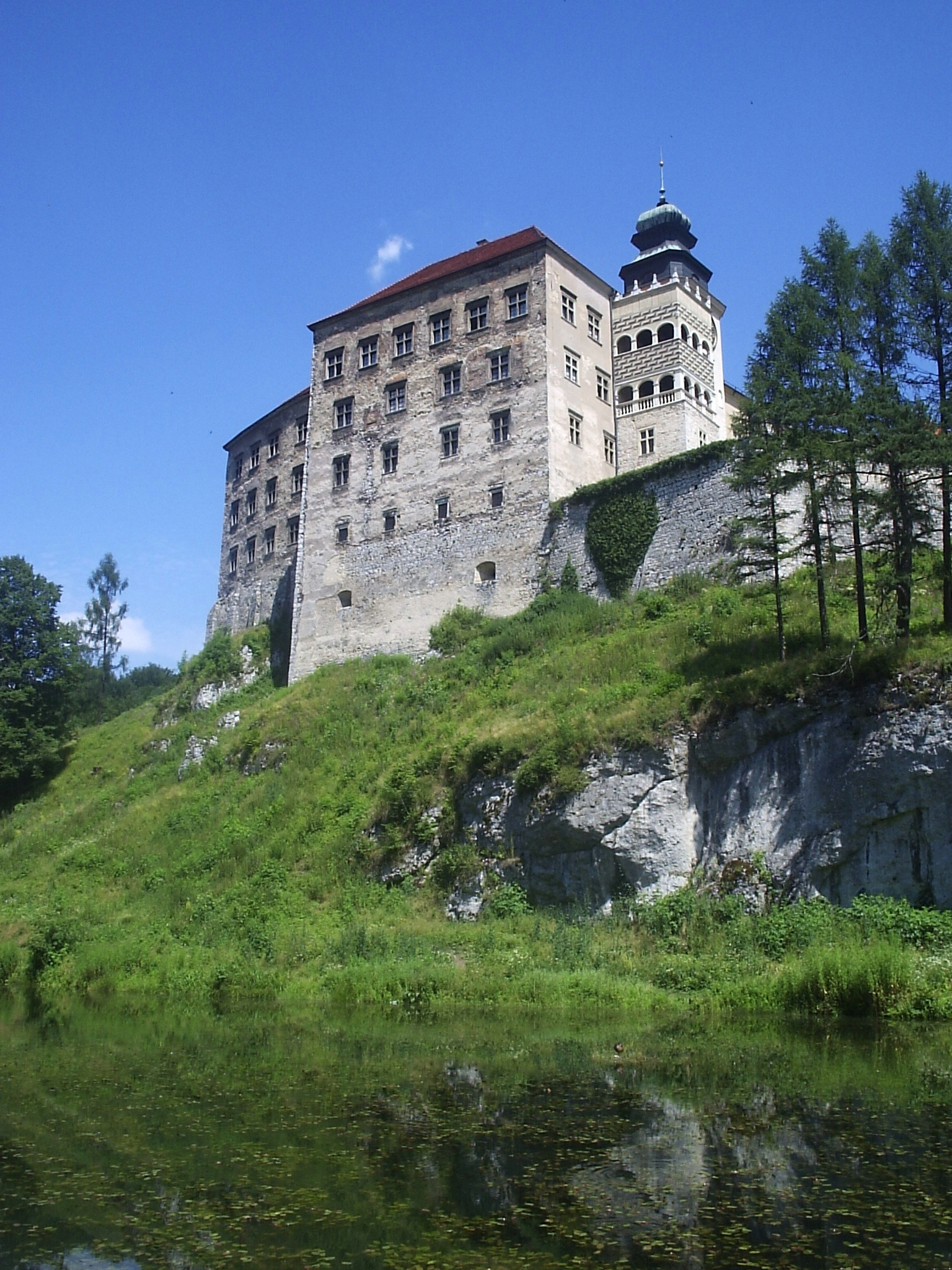
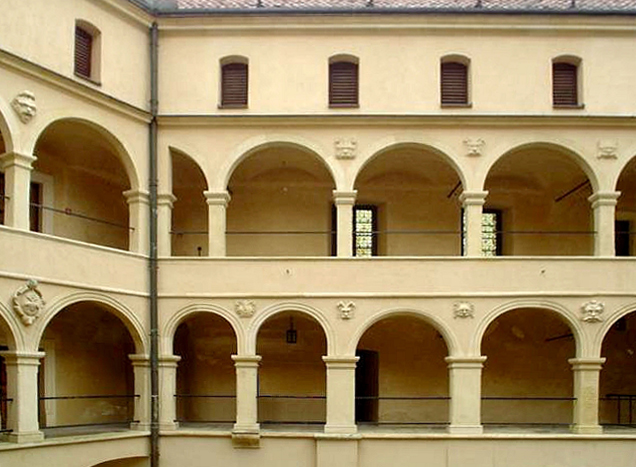
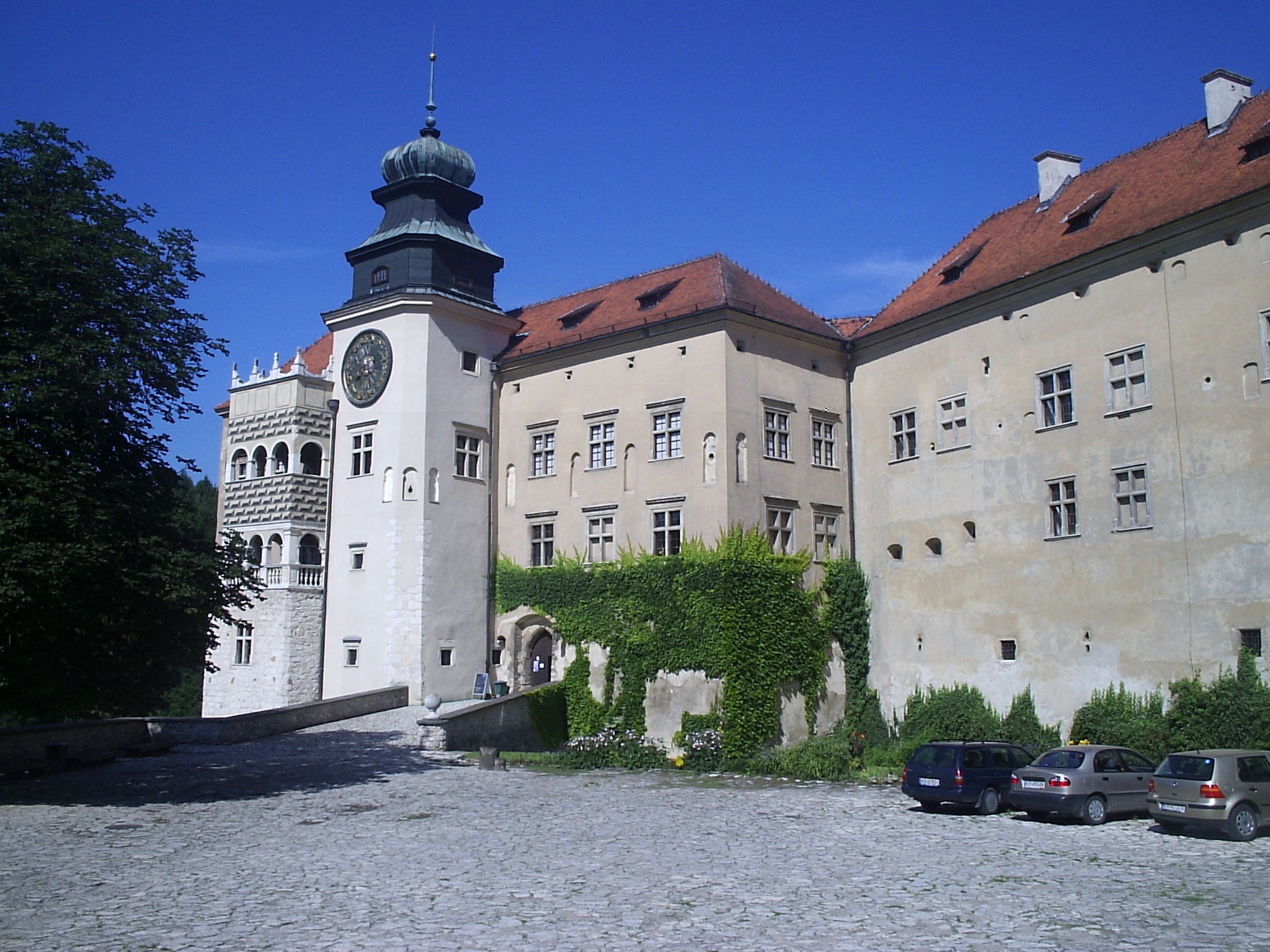
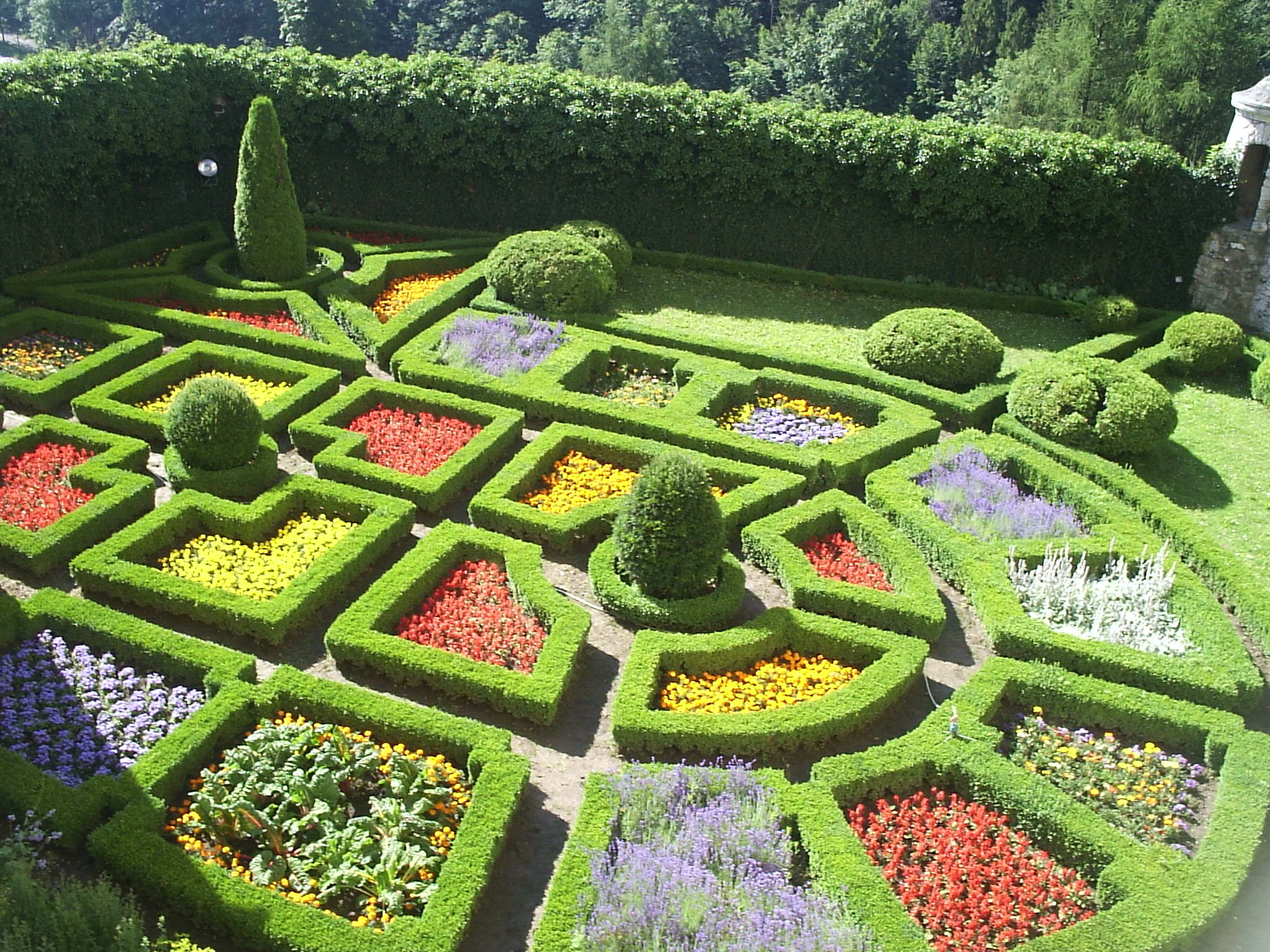